# به همراه برد در قطب جنوب
«به همراه برد در قطب جنوب» (انگلیسی: With Byrd at the South Pole) فیلمی در ژانر مستند است که در سال ۱۹۳۰ منتشر شد. از بازیگران آن می‌توان به ریچارد برد اشاره کرد.